# Distrito Histórico de Summit
El Distrito Histórico de Summit es un distrito histórico residencial en el noreste de la ciudad Providence, la capital del estado de Rhode Island (Estados Unidos). 

## Descripción e historia
Limita al este con Summit Avenue, al sur con Rochambeau Avenue, al oeste con Camp Street y al norte con Memorial Road y Creston Way. Contiene 155 casas, la mayoría de las cuales fueron construidas entre 1918 y 1938. El área fue anexada por Providence en 1874 y se convirtió en tierra de cultivo en 1916, y representa un desarrollo suburbano típico de la época. La mayoría de estas casas están ubicadas en lotes de entre 4500 y 5500 pies cuadrados, aunque hay algunos lotes dobles. Predominan las viviendas unifamiliares, con presencia de varias viviendas bifamiliares y trifamiliares. Arquitectónicamente, las casas son heterogéneas, con estilos que van desde el Reina Ana el nocolonial y neotudor. La única estructura no residencial significativa en el distrito es Temple Beth Shalom en 120 Rochambeau Avenue, lo que no contribuye a su importancia.
El distrito fue incluido en el Registro Nacional de Lugares Históricos en 2003.